# Żyźnomierz
Żyźnomierz (ukr. Жизномир, Żyznomyr; dawn. Żyznomierz, Żyżnomierz) – wieś na Ukrainie, w obwodzie tarnopolskim, w rejonie czortkowskim, siedziba rady wiejskiej. W 2014 roku liczyła 1583 mieszkańców.

## Historia
Pierwsza pisemna wzmianka o miejscowości pochodzi z 1606 roku.
Na początku XIX wieku dziedzicem (właścicielem) wsi był Daniel Łaski, który w testamencie w 1810 roku przekazał własną bibliotekę klasztorowi Bazylianów w Buczaczu.
W 1901 działała gorzelnia Wolfa Koflera.
W II Rzeczypospolitej miejscowość stanowiła początkowo samodzielną gminę jednostkową. 1 sierpnia 1934 roku w ramach reformy na podstawie ustawy scaleniowej została włączona do zbiorowej gminy wiejskiej Zubrzec w powiecie buczackim, w województwie tarnopolskim.

## Atrakcje
- Dąb Tarasa Szewczenki

## Związani z miejscowością
- Julijan Gulak – członek OUN.
- Wołodymyr Gulak – członek OUN, brat Juliana.
- Mychajło Stankewycz – ukraiński pedagog oraz historyk sztuki.
- Iwan Stojko – ukraiński polityk, przewodniczący Tarnopolskiej Obwodowej Administracji Państwowej.